# Oksana Vashchuk
Oksana Olehivna Vashchuk –en ucraniano, Оксана Олегівна Ващук – (Ivanychi, 11 de febrero de 1989) es una deportista ucraniana que compite en lucha libre. Participó en los Juegos Olímpicos de Verano de Pekín 2008 consiguiendo un 12.º lugar en la categoría de 72 kg. Su mejor resultado en el Campeonato Mundial de Lucha fue un octavo puesto en 2012. 
En los Juegos Europeos de Bakú 2015 ha finalizado en la séptimo posición. 